# Richard Stockton

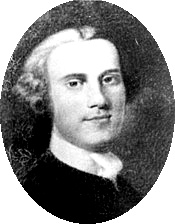
Richard Stockton

Richard Stockton, född 17 april 1764 i Princeton, New Jersey, död 7 mars 1828 i Mercer County, New Jersey, var en amerikansk politiker (federalist). Han representerade delstaten New Jersey i båda kamrarna av USA:s kongress, först i senaten 1796-1799 och sedan i representanthuset 1813-1815.
Stockton utexaminerades 1779 från College of New Jersey (numera Princeton University). Han studerade sedan juridik och inledde 1784 sin karriär som advokat i Princeton.
Senator Frederick Frelinghuysen avgick 1796 och efterträddes av Stockton som satte i senaten fram till mandatperiodens slut år 1799. Stockton kandiderade inte till omval men han förlorade tre guvernörsval i New Jersey: 1801, 1803 och 1804. Han representerade New Jerseys andra distrikt i USA:s representanthus i USA:s trettonde kongress.
Stocktons grav finns på Princeton Cemetery i Princeton.